# L.A.フォア
L.A.フォア（L.A. Four、またはL.A. 4）は、1974年から1982年にかけてカリフォルニア州ロサンゼルスでパフォーマンスを行ったジャズ・カルテット。
メンバーは、ギタリストのローリンド・アルメイダ、サックス奏者にしてフルート奏者のバド・シャンク、ベーシストのレイ・ブラウン、ドラマーのシェリー・マンで、1977年以降はジェフ・ハミルトンに交代した。彼らはヨーロッパのクラシック音楽や、ボサノヴァ、サンバ（アルメイダはブラジル生まれ）の影響を受けながら、「クール」な面をもつストレートアヘッドなジャズをミックスした。彼らは解散するまでに10枚のアルバムをレコーディングした。チャック・フローレスがグループの最初のドラマーを務めたが、彼らと一緒にレコーディングはしなかった。
グループは1975年にオーストラリアをツアーした。

## ディスコグラフィ

### アルバム
- 『スコアーズ!』 - The L.A. Four Scores! (1975年、Concord Jazz) ※1974年7月27日ライブ録音
- 『ザ・L.A. フォア』 - The L.A. Four (Concierto de Aranjuez) (1976年、Concord Jazz)
- 『亡き王女のためのパヴァーヌ』 - Pavane pour une Infante Defunte (1976年、East Wind)
- 『家路』 - Going Home (1977年、East Wind)
- 『ジャスト・フレンズ』 - Just Friends (1978年、Concord Jazz)
- 『ウォッチ・ホワット・ハプンズ』 - Watch What Happens (1978年、Concord Jazz)
- 『ライヴ・アット・モントルー』 - Live at Montreux (1979年、Concord Jazz)
- 『ザカ』 - Zaca (1980年、Concord Jazz)
- 『モンタージュ』 - Montage (1981年、Concord Jazz)
- 『エグゼクティヴ・スーツ』 - Executive Suite (1982年、Concord Jazz)